# إليسا بليزانت
إليسا بليزانت (ولدت في 20 مارس 1981) هي سبّاحة إيطالية مختصة في السباحة المتزامنة، شاركت في دورة الألعاب الأولمبية الصيفية لعام 2004. 